# شایر

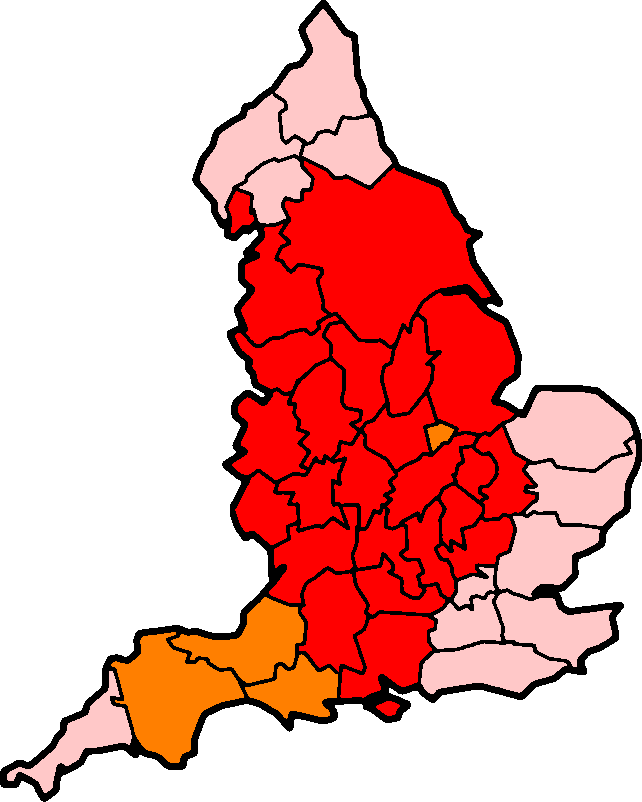
شهرستان‌های تاریخی انگلستان(شایرها به رنگ قرمز)

شایر(به انگلیسی: Shire)نام مرسومی است که در تقسیم‌بندی کشوری در بریتانیا و استرالیا به کار رفته است. در اسکاتلند نیز بعنوان پسوند برای نامیدن بعضی مناطق شهرستان استفاده شده. این نام مترادف با شهرستان کاربرد دارد. اکنون در انگلستان بیش از ۲۰ شهرستان دارای پسوند شایر هستند که به شهرستان‌های تاریخی انگلستان مشهور هستند. در استرالیا به‌ویژه در نیو ساوت ولز و ویکتوریا (استرالیا) بعضی مناطق دارای این پسوند هستند.
در ۱۶۳۴ میلادی چارلز یکم با ایجاد کلنی ویرجینیا آنرا به هشت شایر تقسیم کرد ولی چند سال بعد نام آنها به شهرستان (County) تغییر داده شد.